# 中国人民解放军北部战区海军航空兵训练基地
中国人民解放军北部战区海军航空兵训练基地，位于河北省秦皇岛市山海关区，隶属中国人民解放军北部战区海军航空兵。

## 沿革
1959年4月，中国人民解放军海军司令部发布《海司务字第097号命令》：遵照中国人民解放军总参谋部批示，决定暂时在上海大场组建“海军东海舰队航空兵大场指挥所”（代号“中国人民解放军1701部队”）。指挥所下辖2个飞行大队以及大场场站。
1961年7月，中国人民解放军海军司令部发布《海司务字第457号命令》：根据中国人民解放军总参谋部1961年6月30日参务字第187号批复，以海军大场指挥所为基础，组建“中国人民解放军海军航空兵训练基地”，归中国人民解放军海军航空兵部建制领导。同时撤销海军大场指挥所番号。
1962年6月，根据《海军作已6号电》：中国人民解放军海军航空兵训练基地从上海大场调驻烟台莱山机场，海军航空兵第四师所辖的第22团、第28团转隶该训练基地建制。1962年8月，根据中国人民解放军海军指示，该训练基地的主要任务从“培训中级飞行干部”改成培养“从空军接收的新飞行员”，定编为正师级单位。军事主官由“司令员”改称“主任”。
1968年6月，中国人民解放军海军司令部发布《海司务字031号命令》：根据中国人民解放军总参谋部1967年11月22日参务字第104号批复，海军航空兵训练基地改成歼击机师“中国人民解放军海军航空兵第十师”，沿用原海军航空兵训练基地的代号，归属北海舰队航空兵部建制领导。驻地仍是烟台莱山机场（第28团进驻绥中机场）。海军航空兵第十师是作战部队，下辖第22团、第28团。1970年初，第22团与第36团对调建制，第22团划归海军航空兵第十二师建制，第36团划归海军航空兵第十师建制。由此海军航空兵第十师下辖第28团、第36团。
1976年7月，海军航空兵第十师改称中国人民解放军海军航空兵第七师。其所辖第28团、第36团依次改称第19团、第21团。1977年，海军航空兵独立第四大队由东海舰队调至北海舰队，改为“海军航空兵第20团”，归海军航空兵第七师建制。1988年6月，海军航空兵第七师改称中国人民解放军海军航空兵训练师，隶属中国人民解放军海军航空兵部建制领导。1993年4月，海军航空兵训练师改称中国人民解放军海军航空兵训练基地，继续隶属中国人民解放军海军航空兵部。2003年10月，中国人民解放军海军航空兵部撤销后，该训练基地转隶海军北海舰队航空兵建制领导，称中国人民解放军海军北海舰队航空兵训练基地。2016年在深化国防和军队改革中，海军北海舰队改称北部战区海军，该训练基地随之改称中国人民解放军北部战区海军航空兵训练基地。该海军航空兵训练基地有部分飞机驻扎在新组建的中国人民解放军中部战区辖境内。

## 历任领导

### 海军东海舰队航空兵大场指挥所
主任
- 徐凯（1959年—1961年）

### 海军航空兵训练基地
| 司令员（后称主任） - 李学昌（1961年—1962年，司令员） - 曲成田（1962年—？，主任） - 姜文斋（？—1968年，主任） 副司令员（后称副主任） - 徐凯（1961年—1962年，副司令员） - 王敬石（1961年—1962年，副司令员） - 崔兆麟（1962年—？，副主任） - 姜文斋（？—？，副主任） | 政治委员 - 阎绍亮（1962年—？） - 崔兆麟（？—1968年） 副政治委员 - 阎绍亮（1961年—1962年） |

| 参谋长 - 徐凯（1961年—1962年，副司令员兼） - 崔兆麟（1962年—？，副主任兼） 副参谋长 - 崔兆麟（1961年—1962年） | 政治部主任 - 林青（1961年—1962年） |

### 海军航空兵第十师
| 师长 - 商书功（1968年—？） - 姜培玉（？—？） | 政治委员 - 张维棣（1968年—？） - 宫树梅（？—？） |

| 参谋长 - 杜凌云（1968年—？） | 政治部主任 - 吴克复（1968年—？） |

### 海军航空兵第七师
| 师长 - 王绪恭（1976年—？） - 石云生（？—？） | 政治委员 - 万锦湘（1976年—？） |

### 海军航空兵训练师
| 师长 - 陈立泉（1988年—？） | 政治委员 - 陆德康（1988年—？） |

### 海军航空兵训练基地
| 司令员 - 阳新国（1993年3月—1997年1月） - 骆万飞（1997年1月—？） …… | 政治委员 …… - 王立国（？—？） - 施源林（？—？） …… - 白文奇（？—？） …… |

### 海军北海舰队航空兵训练基地、北部战区海军航空兵训练基地
| 司令员 | 政治委员 …… - 高廷欣（？—） |